# Rivière Chicoutimi
Pour l’article homonyme, voir Chicoutimi.
La rivière Chicoutimi est un cours d’eau de l’est du Québec (Canada), tributaire de la rivière Saguenay. Longue de 26,2 kilomètres, elle est le principal exutoire du lac Kénogami qui prend sa source d’un bassin versant de 3 390 km2  dans la Réserve faunique des Laurentides. Entièrement situé dans l'arrondissement Chicoutimi de Ville de Saguenay, c'est le cours d'eau le plus urbanisé et endigué du Saguenay-Lac-Saint-Jean.
Utilisée par les Montagnais du Saguenay avant l’arrivée des Européens, elle constitue à cette époque le premier portage de la principale voie d’accès au lac Saint-Jean. Au XXe siècle, elle est aménagée de sa source à son embouchure à des fins hydrauliques et hydroélectriques. En plus de constituer la source d’approvisionnement en eau potable des arrondissements Chicoutimi et Jonquière, cette rivière compte six barrages (dont 2 centrales hydroélectriques en fonction). Lors du Déluge du Saguenay en 1996, son déferlement cause des dégâts importants à Laterrière et Chicoutimi.

## Étymologie
Le nom de la rivière se réfère à celui de l'établissement situé à son embouchure. Chicoutimi provient de eshko-timiou dans la langue montagnaise et signifie « ici finit l'eau profonde ». Son point de confluence marque la fin de la navigation sur la rivière Saguenay.

## Géographie

### Cours et hydrogéologie

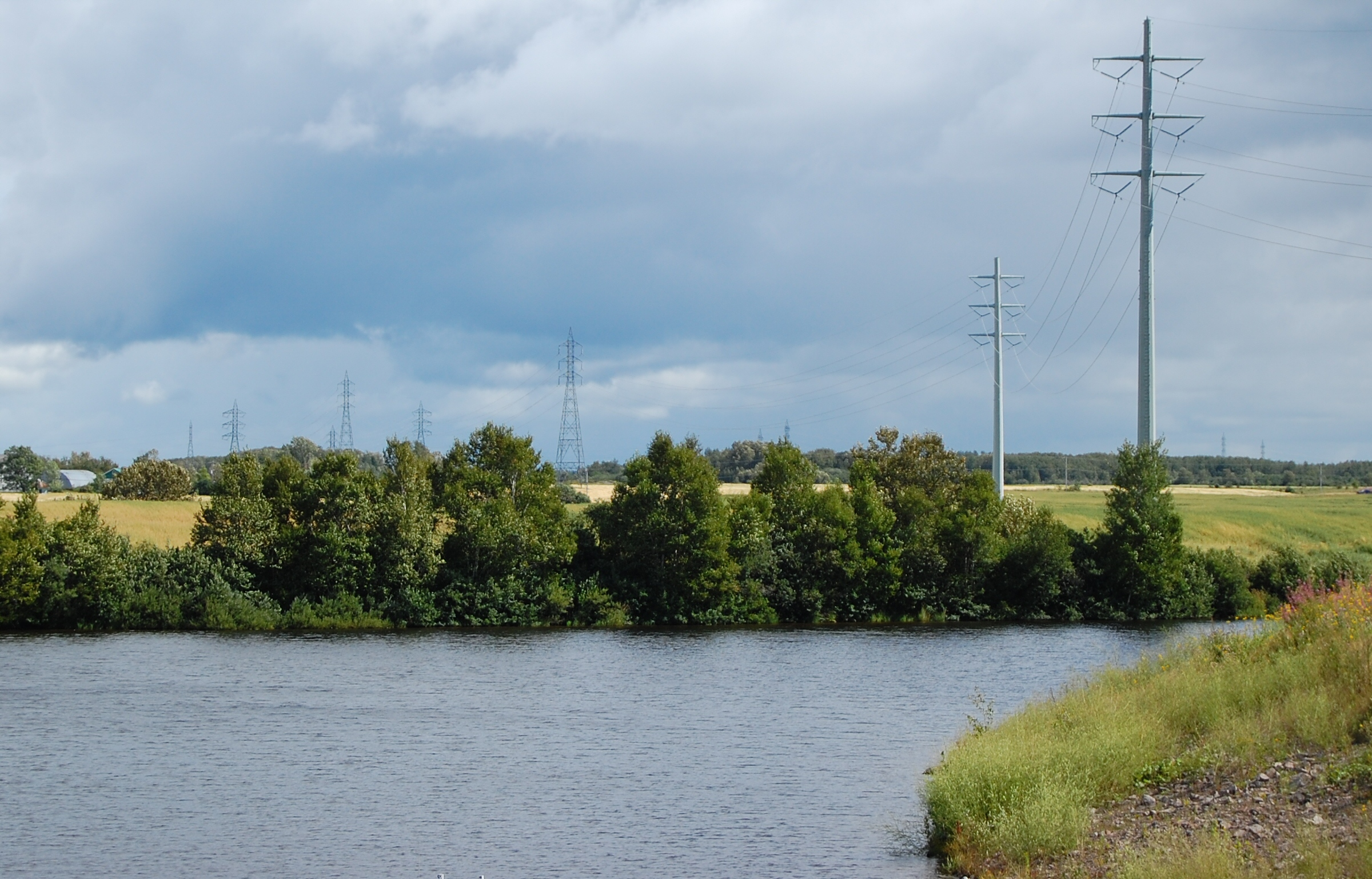
La rivière Chicoutimi traversant des terres agricoles peu avant le barrage de Chute-Garneau

Localisation du cours de la rivière Chicoutimi dans l'arrondissement Chicoutimi

La rivière Chicoutimi prend sa source au Portage-des-Roches, dans le secteur Laterrière de l'arrondissement Chicoutimi à 150 mètres d'altitude et s'écoule vers le nord-est en direction de Laterrière-Bassin où elle est enjambée par le pont du Père-Honorat. Quittant le socle rocheux et le relief abrupt du Portage-de-Roches, elle entre par la suite dans un plaine alluviale et semi-alluviale jusqu'au barrage de la Chute-Garneau où les paysages sur les deux rives alternent entre résidences et terres agricoles sur un peu plus d'une dizaine de kilomètres.
Le barrage de la Chute-Garneau est un ouvrage de retenue au fil de l'eau situé sur un socle rocheux. Un demi-kilomètre plus loin, la route 170 traverse la rivière qui entre alors dans un secteur plus urbanisé de l'arrondissement Chicoutimi. Après avoir contourné la pointe du Chien, elle passe sous l'Autoroute 70 et pénètre dans le parc industriel du Haut-Saguenay. La rivière franchit par la suite le barrage de Pont-Arnaud et amorce sa descente de plus en plus rapide vers le Saguenay à mesure que le relief devient de plus en plus abrupt. Après avoir passé sous le pont Ulric Blackburn (boulevard Barette) elle se jette dans le lac Dubuc ; le réservoir du barrage de la Chute-Blanchette. Cet ouvrage de retenue assèche le lit rocheux d'origine de la rivière pour la faire dévier vers une prise d'eau souterraine qui alimente la centrale S.P.C. (Elkem Métal). La rivière ressurgit ensuite dans le site historique de la Pulperie de Chicoutimi et continue de descendre jusqu'au bassin du barrage Chicoutimi. Enfin, elle se jette dans la rivière Saguenay.
La rivière Chicoutimi s’écoule principalement dans le graben du Saguenay, une vaste vallée surélevée qui surplombe les basses terres entourant la rivière Saguenay. Les sols de cette large dépression sont composés de sédiments marins du Quaternaire, comme du limon et de l'argile, déposés à la fin du Pléistocène et durant le début de l'Holocène par la mer de Laflamme. Au cours des trois derniers kilomètres à l’approche de la rivière Saguenay, à l’opposé du paysage de plaine alluviale de Laterrière, la rivière est encaissée dans une suite de ravinements dans lesquels elle s'enfonce jusqu'à 70 mètres. La composition des sols et la forte accélération du ruissellement causée par dénivellation dans ce secteur sont les principales causes faisant que la rivière a creusé, au travers de l’argile marine, une incision de 10 à 20 mètres jusqu’à la roche mère lui donnant l’allure d’un torrent.

### Hydrographie
Le bassin versant de la rivière Chicoutimi occupe une superficie de 3 390 km2, répartie principalement dans la Réserve Faunique des Laurentides et partagée entre deux régions administratives : le Saguenay–Lac-Saint-Jean et la Capitale-Nationale. Le territoire du bassin regroupe des sections de 6 territoires non-organisés, la municipalité dans quatre MRC.

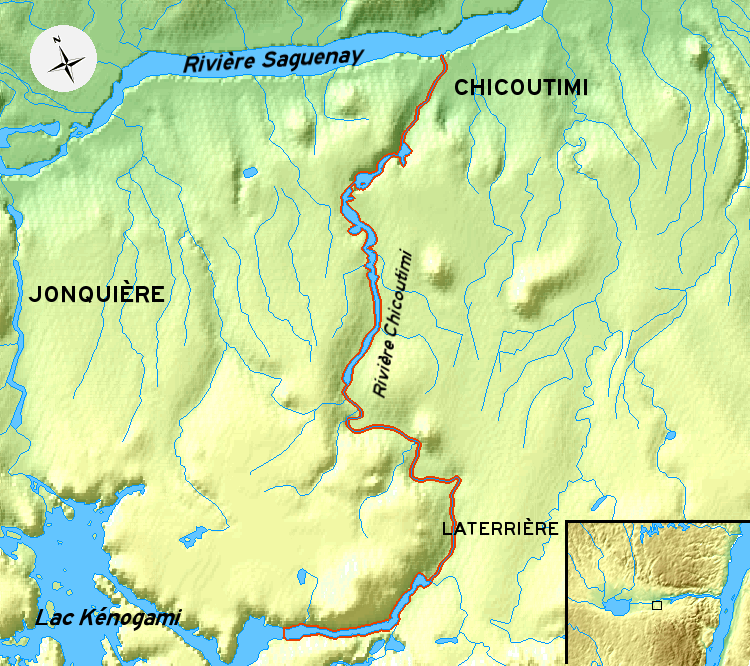
Carte de la rivière Chicoutmi

Coulant du sud vers le nord, la rivière Chicoutimi prend sa source à l’est du lac Kénogami par le barrage Portage-des-Roches dans l’ancienne ville de Laterrière (aujourd’hui arrondissement Chicoutimi à Saguenay). Ce cours d'eau est contrôlé artificiellement sur 26,2 kilomètres
 de distance et 152 mètres de dénivellation depuis un siècle.
La première section, délimitée par les barrages de Portage-des-Roches et Pont-Arnaud, représenterait une partie en amont de la rivière d’une longueur de près de 20 kilomètres. Située dans la plaine de Laterrière, au sud de Chicoutimi, cette section comporterait une dénivellation d’à peine 17,3 m et formerait un méandre et un réservoir retenu par les barrages de Pont-Arnaud et  Chute-Garneau.
En aval de Pont-Arnaud, la deuxième section possède une dénivellation de 132,7 m pour environ 5 kilomètres de distance. Les barrages de Chute-Blanchette (Elkem Métal) et Chicoutimi (Abitibi-Consolidated) furent construits respectivement sur des chutes de 84,1 et 21,3 mètres et expliquent en grande partie cette descente abrupte vers le Saguenay. L’érosion de la rivière, peu visible en amont, devient très apparente en aval parce que celle-ci s’est creusée, au fil du temps, dans le granit du fjord, une petite vallée jusqu’à la rivière Saguenay. La rivière n’est influencée par la marée qu’en aval du barrage Chicoutimi où elle forme un bassin.

### Bassin versant

#### Désignation officielle du bassin
En premier lieu, il est important de préciser que bassin hydrographique de la rivière Chicoutimi inclut celui du lac Kénogami depuis le jugement Letellier en 1911. Ce jugement désigne la rivière Chicoutimi comme principal exutoire du lac au détriment de la rivière aux Sables. Les apports journaliers des déversements du lac Kénogami dans ces rivières suivent les proportions suivantes : 2/3 vont à la rivière Chicoutimi et 1/3 à la rivière aux Sables.

#### Description générale

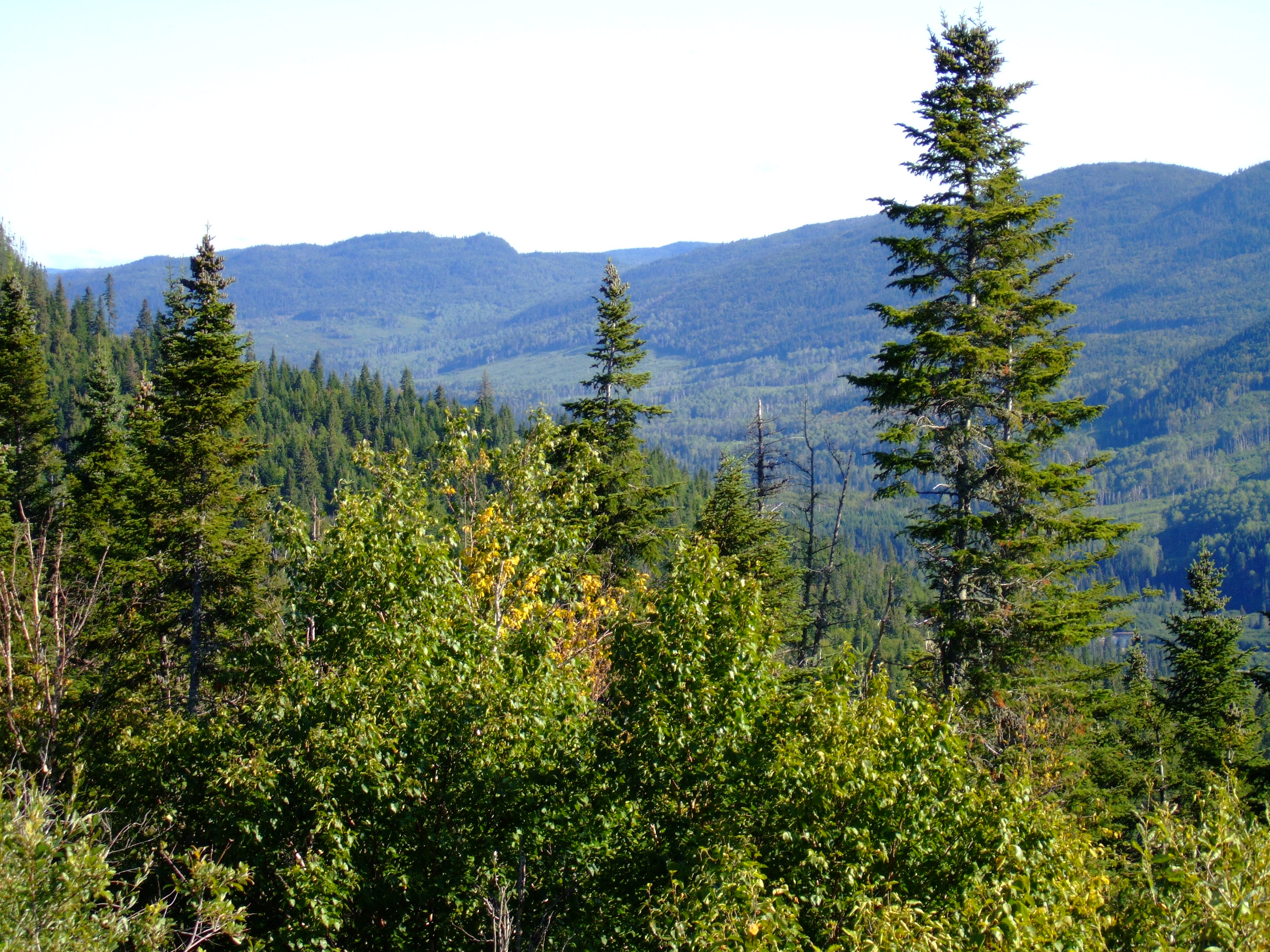
La Réserve faunique des Laurentides, source du bassin hydrographique du lac Kénogami et de la rivière Chicoutimi

Le bassin versant de la rivière Chicoutimi, d’une superficie de 3 390 km2, détient, avec ceux qui lui sont voisins, le record québécois de précipitations sur son territoire (environ 1,2 mètre d’eau par année). Située principalement dans la région montagneuse (40 % de sa superficie est à plus de 650 mètres d’altitude. Du Parc des Laurentides, le bassin suit, à plusieurs endroits, des pentes prononcées. Ce dernier engloberait également trois sous-bassins (rivières Pikauba, Cyriac et aux-Écorces), deux réservoirs (Kénogami et Pikauba) et une partie du territoire de chacune des 5 anciennes villes de Chicoutimi, Laterrière, Lac-Kénogami, Arvida et Jonquière qui font aujourd’hui partie de la ville de Saguenay.
Le bassin de la rivière Chicoutimi est également un sous-bassin de celui de la rivière Saguenay qui se jette à son tour dans le fleuve Saint-Laurent pour finir dans l’Atlantique qui draine la plupart des rivières de l’est du Québec.

### Gestion du débit
La rivière Chicoutimi, au cours du XXe siècle, a vu son niveau augmenter de façon importante à la suite de la construction de nombreux barrages qui la firent passer du stade de rivière à celui d'un succession de bassins entre le lac Kénogami et le Saguenay. Pour ce qui est du contrôle du débit, quatre entités s'occupent de la gestion des barrages :
- Ministère de l'Environnement, de la Lutte contre les changements climatiques, de la Faune et des Parcs du Québec (Barrage Portage-des-roches)
- Ville de Saguenay (Chute-Garneau et Pont-Arnaud)[7]
- Elkem métal (Chute-Blanchette)
- Abitibi-Bowater (Chicoutimi)

Depuis le début du XXe siècle, plusieurs travaux sur le lac Kénogami permirent de régulariser le débit de la rivière Chicoutimi et de la rivière aux Sables qui se partagèrent cette même source. Afin d'assurer un apport constant aux industries en aval des rivières, des parts d'eau étaient fournies selon la demande qui différait entre les villes de Chicoutimi et Jonquière. Cette manière de faire déclencha des conflits parce que la capacité de fournir de l’eau du lac Kénogami variait selon les saisons et les niveaux des différents ouvrages ne permettaient pas un partage équitable des débits. Cette situation fut portée au tribunal en 1911 résultant par le jugement Letellier qui partagea les apports des deux principales sorties du lac Kénogami à 2/3 à la rivière Chicoutimi et 1/3 à la rivière aux Sables. Malgré les modifications dans la gestion, cette règle est toujours en vigueur aujourd'hui. L'année suivante, en 1912, la construction de la centrale de Pont-Arnaud se termine.
Le rehaussement majeur des eaux du lac Kénogami et la construction d'ouvrages de retenue est envisagée dès 1918. Ce mandat est donné à la Commission des eaux courantes de Québec qui projette la construction du barrage Portage-des-Roches qui sera réalisé avec les barrages Pibrac Est et Ouest  entre 1923 et 1924.

#### Gestion pro-riverainsversusgestion pro-industries
La gestion du débit de la rivière Chicoutimi est dépendante de deux facteurs :
- La sécurité des riverains, la protection contre les inondations et le développement récréo-touristique du lac Kénogami et de la rivière Chicoutimi.
- Les besoins en eau des installations hydroélectriques et des prises d'eau au fil de la rivière

#### Barrages
| Barrage de Portage-des-Roches                                                 | Barrage de Portage-des-Roches | Barrage de Portage-des-Roches | Barrage de Portage-des-Roches |
| Volume du réservoir                                                           | Hauteur de l'ouvrage          | Hauteur Max.                  |                               |
| ----------------------------------------------------------------------------- | ----------------------------- | ----------------------------- | ----------------------------- |
| 706,5 Mm3                                                                     | 15,2 m                        | 163,96 m (Été)                |                               |
| Superficie du réservoir                                                       | Longueur de l'ouvrage         | Hauteur Min.                  |                               |
| 5 180 ha                                                                      | 449,6 m                       | 163,76 m (Été)                |                               |
| Installations dépendantes : Toutes les installations de la rivière Chicoutimi |                               |                               |                               |

| Barrage Chute-Garneau                                                                                            | Barrage Chute-Garneau | Barrage Chute-Garneau | Barrage Chute-Garneau |
| Volume du réservoir                                                                                              | Hauteur de l'ouvrage  | Hauteur Max.          |                       |
| --- | --------------------- | --------------------- | --------------------- |
| 0,9 Mm3 | 13,8 m                | 136,5 m (Été)         |                       |
| Superficie du réservoir                                                                                          | Longueur de l'ouvrage | Hauteur Min.          |                       |
| Fil de l'eau | 257,5 m               | 136,2 m (Été)         |                       |
| Installations dépendantes : Prise d'eau de l'arrondissement Jonquière, Pont-Arnaud, Chute-Blanchette, Chicoutimi |                       |                       |                       |

| Barrage Pont-Arnaud | Barrage Pont-Arnaud   | Barrage Pont-Arnaud | Barrage Pont-Arnaud |
| Volume du réservoir | Hauteur de l'ouvrage  | Hauteur Max.        |                     |
| --- | --------------------- | ------------------- | ------------------- |
| 1,125 Mm3 | 16,5 m                | 124,5 m (Été)       |                     |
| Superficie du réservoir | Longueur de l'ouvrage | Hauteur Min.        |                     |
| 7,5 ha | 121 m                 | 124,3 m (Été)       |                     |
| Installations dépendantes : Prise d'eau de l'arrondissement Chicoutimi, prise d'eau de la compagnie Rio Tinto, Chute-Blanchette, Chicoutimi |                       |                     |                     |

| Barrage Chute-Blanchette | Barrage Chute-Blanchette | Barrage Chute-Blanchette | Barrage Chute-Blanchette |
| Volume du réservoir | Hauteur de l'ouvrage     | Hauteur Max.             |                          |
| --- | ------------------------ | ------------------------ | ------------------------ |
| 0,88 Mm3 | 12,5 m                   | ? m (Été)                |                          |
| Superficie du réservoir | Longueur de l'ouvrage    | Hauteur Min.             |                          |
| 11 ha | 137 m                    | ? m (Été)                |                          |
| Installations dépendantes : Prise d'eau de la centrale Elkem Métal, centrale Elkem Métal, Pulperie de Chicoutimi, Barrage Chicoutimi |                          |                          |                          |

| Barrage Chicoutimi                                            | Barrage Chicoutimi    | Barrage Chicoutimi | Barrage Chicoutimi |
| Volume du réservoir                                           | Hauteur de l'ouvrage  | Hauteur Max.       |                    |
| ------------------------------------------------------------- | --------------------- | ------------------ | ------------------ |
| 1,054 Mm3                                                     | 30 m                  | ? m (Été)          |                    |
| Superficie du réservoir                                       | Longueur de l'ouvrage | Hauteur Min.       |                    |
| 3,7 ha                                                        | 221 m                 | ? m (Été)          |                    |
| Installations dépendantes : Centrale Abitibi-Price Chicoutimi |                       |                    |                    |

#### Principales crues (1971 à 1996)
| Débit (m3/s) | Année | Saison    |
| 1100         | 1996  | Été       |
| 340          | 1986  | Printemps |
| 317          | 1974  | Printemps |
| 313          | 1979  | Printemps |
| 310          | 1983  | Printemps |
| 310          | 1994  | Été       |
| 297          | 1985  | Printemps |
| 288          | 1982  | Printemps |
| 286          | 1971  | Été       |
| 280          | 1975  | Printemps |
| 267          | 1976  | Printemps |
| 265          | 1981  | Printemps |
| 255          | 1986  | Été       |
| 255          | 1995  | Printemps |
| 245          | 1985  | Été       |
| Source: BAPE |       |           |

## Histoire

### Le poste de traite
Les premières installations européennes permanentes dans la région du Saguenay furent construites à la confluence de la rivière Chicoutimi et du Saguenay. Construit en 1676 sur les vestiges d’un campement amérindien préhistorique, le poste de traite de Chicoutimi, qui comprenait un entrepôt commercial et une chapelle, connut son apogée à la fin du XVIIe siècle. Celui-ci ferma ses portes en 1856.

### L’industrie de la pulpe

#### Les moulins

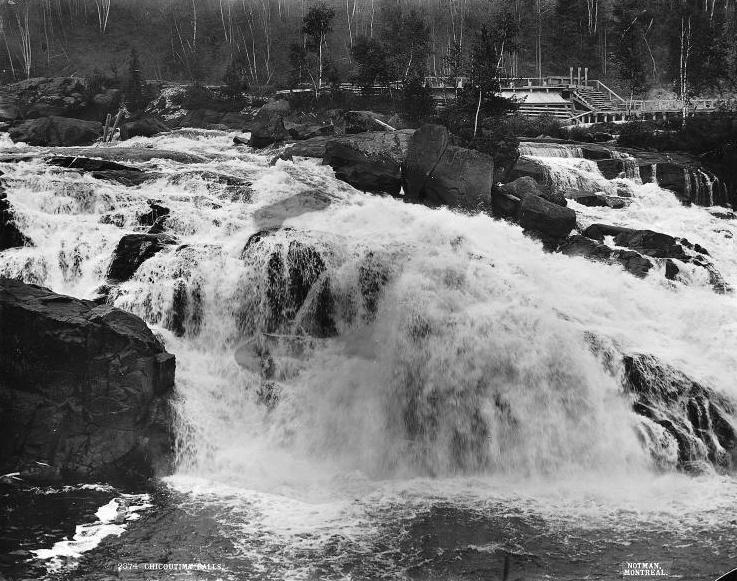
Chutes de Chicoutimi, vers 1890

En 1847, Peter McLoed (fils), fondateur de la ville de Chicoutimi, construit son deuxième moulin dans le quartier du Bassin, aux abords de la rivière Chicoutimi. À la mort de ce dernier, William Price, son seul associé, prend possession de tous les moulins de la région au nom de la William Price and Company et lègue le tout à ses fils qui fondent la Price Brothers and Company qui deviendra Abitibi-Price (maintenant Abitibi-Consolidated, puis AbitibiBowater).

#### La Pulperie
D’après l’arpenteur L. M. Deschênes (1888) : « Cette rivière, de son point de départ jusqu’à la rivière Noire, est en eaux mortes bordées de montagnes escarpées et très hautes, et complètement déboisées par le feu, quoique quelques-unes d’entre elles soient reprises en jeunes bouleaux et peupliers. Du confluent de la rivière Noire avec la rivière Chicoutimi on rencontre des rapides assez rapprochées les uns des autres et la rivière coule dans un canal étroit encaissé dans des roches très hautes, créant des sites convenables pour bâtir des moulins en différents endroits. Dans cette partie, le sol est généralement pauvre et rocailleux. La magnifique cascade qui termine cette rivière dans la ville même de Chicoutimi, et dont la force hydraulique est évaluée à plus de 30 000 chevaux-vapeur, a permis à un syndicat canadien-français, d’installer à ses pieds l’une des plus grandes fabriques de pulpe du pays. »

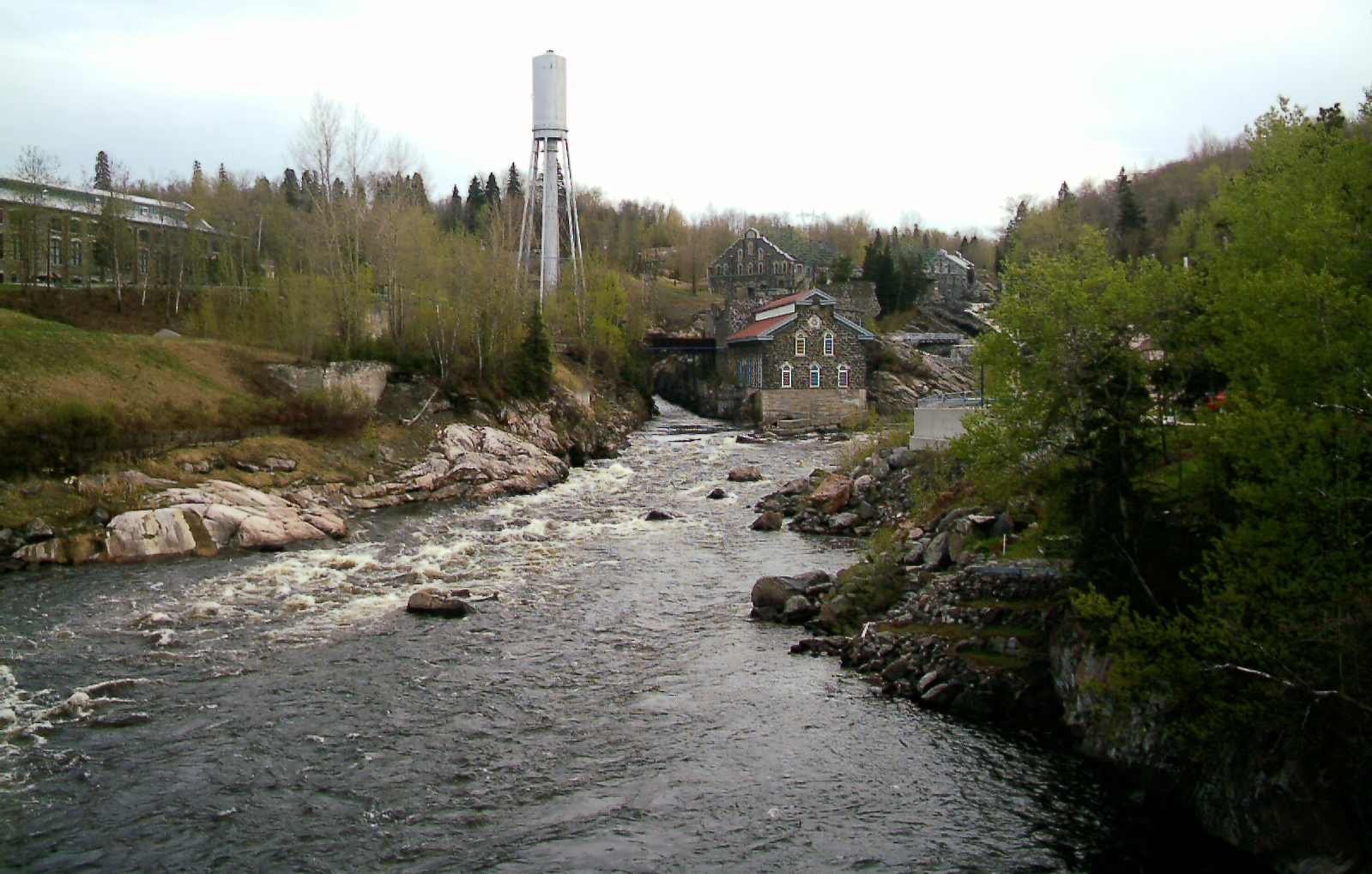
Pulperie de Chicoutimi

Le 24 novembre 1896, Joseph-Dominique Guay, maire de Chicoutimi à l’époque, fonde, avec quelques amis, « La Compagnie de Pulpe de Chicoutimi », première compagnie gérée par des Canadiens-français œuvrant dans les pâtes et papiers, et construit un moulin sur la rivière Chicoutimi. La richesse forestière immense en amont de la rivière facilite grandement la croissance de la compagnie qui devient, en peu de temps, une exportatrice de pulpe de bois renommée internationalement. Sous la gestion de Julien-Édouard-Alfred Dubuc, la Pulperie de Chicoutimi prend de l’expansion et, en tout, trois moulins sont construits. La rivière devient un moyen de transport du bois et une source d’énergie suffisante pour que Chicoutimi devienne la capitale mondiale de la pulpe qui fournira l’Angleterre durant la Première Guerre mondiale. La compagnie connaît sa chute à la suite de la guerre, dans les années 1920, et la Pulperie de Chicoutimi ferme en 1930. Elle est aujourd’hui le musée régional du Saguenay-Lac-Saint-Jean.

### Les installations hydroélectriques
Par sa dénivellation saccadée, son courant important et son immense source d’eau, la rivière Chicoutimi devint, avec l’arrivée d’industries, un endroit de choix pour y établir des installations électriques. Au fil du temps, plusieurs barrages ont régularisé le débit de la rivière et aujourd’hui celui-ci est, en grande partie, contrôlé artificiellement.
En tout, quatre centrales hydroélectriques sont situées sur la rivière Chicoutimi. Celles de Pont-Arnaud et Chute-Garneau, mises en service en 1912 et 1925, ne sont plus actives aujourd'hui. La centrale Chicoutimi et Elkem Métal, mises en service en 1923 et 1957, sont toujours utilisées.

#### Les centrales électriques
| Année de mise en service | Photo | Nom de la Centrale        | Propriétaire            | Électricité générée | Description |
| 1912-1993                |       | Pont-Arnaud               | Hydro-Québec            | 5,625 MW            | La première centrale érigée sur la rivière Chicoutimi fut celle de Pont-Arnaud en 1912, qui fournissait 5,625 MW d’électricité à la ville de Chicoutimi ainsi qu’au village de Laterrière. Situé à cinq kilomètres de l’embouchure de la rivière Chicoutimi, la centrale appartenait des intérêts privés avant d’appartenir à Hydro-Québec ; celle-ci fut désaffectée en 1993.             |
| 1923                     |       | Chicoutimi                | Abitibi-Consolidated    | 8,2 MW              | La seconde, la centrale Chicoutimi, fut mise en service par la compagnie Price Brothers and Company en 1923. Située dans le quartier du Bassin, à Chicoutimi, cette centrale produit, encore aujourd’hui, 8,2 MW d’électricité pour la compagnie Abitibi-Consolidated. |
| 1925-1994                | 120px | Chute-Garneau             | Hydro-Québec            | 2,8 MW              | La centrale de Chute-Garneau fut la troisième, en 1925, et fournit, jusqu’en 1994, 2,8 MW pour Hydro-Québec. Celle-ci est située à 7,8 kilomètres au sud de la confluence de la rivière Chicoutimi avec le Saguenay. |
| 1957                     |       | S.P.C/ Elkem Métal Canada | Elkem Métal Canada inc. | 38,0 MW             | La Centrale de la Société de Pulpe de Chicoutimi / Elkem Métal Canada, mise en service en 1957, sur les terrains de l’ancienne Pulperie, fut la dernière centrale, jusqu’à ce jour, installée sur la rivière Chicoutimi. Située principalement sous terre, l’usine détourne la rivière Chicoutimi pour en tirer 38,0 MW qui profitent principalement à l’usine d’Elkem Métal de Chicoutimi |

### Le déluge du Saguenay

#### Le déluge

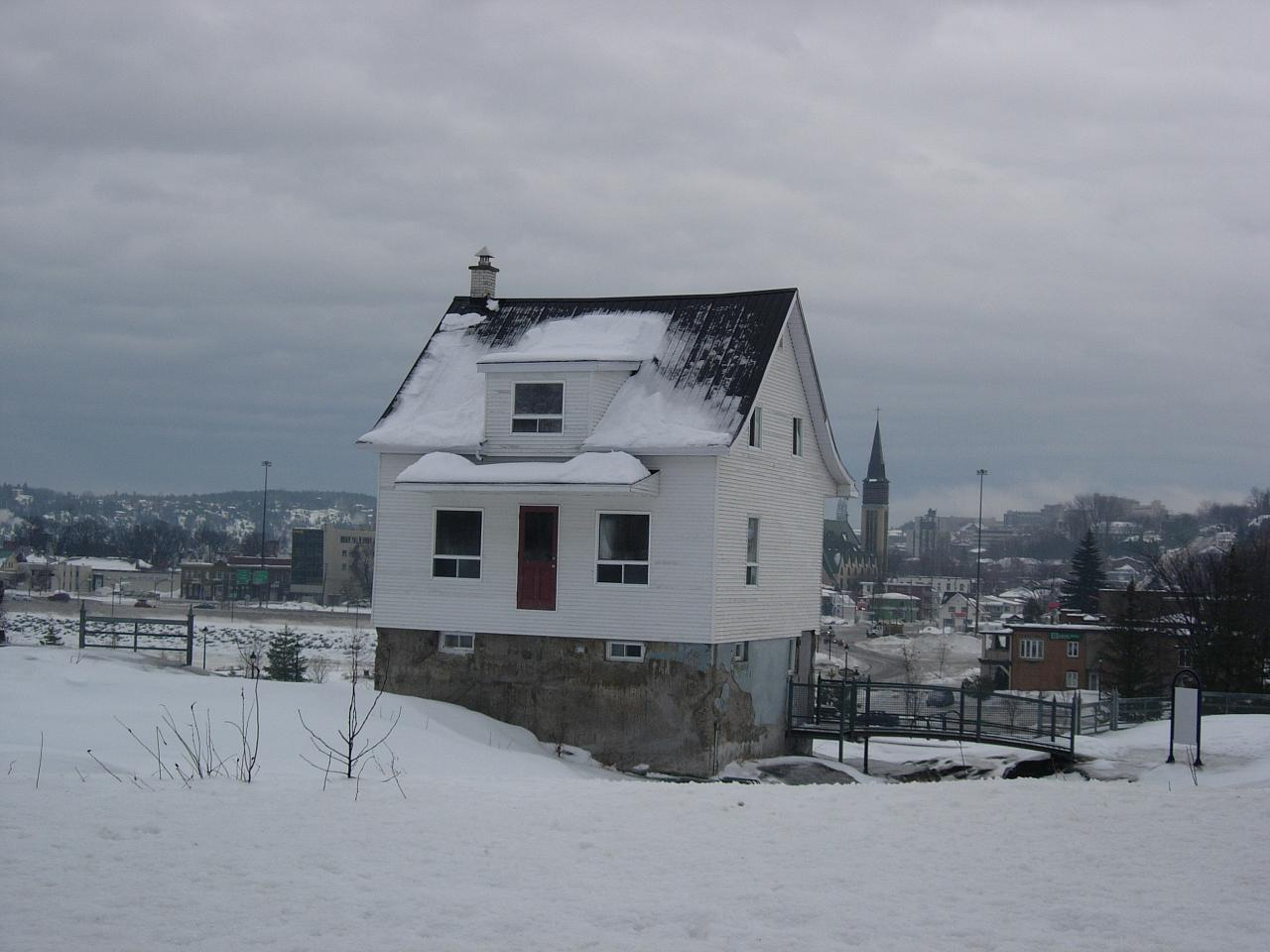
La « petite maison blanche », le dernier vestige du débordement du barrage qui a rasé le quartier entier du Bassin à Chicoutimi

Entre le 19 et le 20 juillet 1996, le bassin versant du lac Kénogami reçoit 245 mm de pluie (ce qui équivaut à environ une fois et demi le lac à pleine capacité). La quantité d'eau retenue par le barrage Portage-des-Roches (qui retient habituellement 380 millions de m3 d'eau), à Laterrière, devient dangereusement élevée et force Hydro-Québec à ouvrir au complet les vannes du barrage (plus de 1 200 m3/s sont déversés pour une capacité maximale de 1 820 m3/s) pour éviter qu'il ne cède. À cet instant, le débit de la rivière Chicoutimi passe subitement de 100 m3/s à 1 200 m3/s. L'énorme déversement d'eau modifie le lit de la rivière et plusieurs habitations (notamment dans le rang Saint-Pierre) se retrouvent totalement entourées par cette immense crue qui emporte plusieurs habitations en les déracinant complètement de leurs fondations. Les débris de ces maisons viennent pour la plupart heurter le pont du chemin Portage-Des-Roches de Laterrière qui risque de céder sous la pression des débris portés par le courant.
Plus en aval sur la rivière, le $3 vers midi, l'énorme masse d'eau franchit le barrage de Chute-Garneau (capacité max. de 540 m3/s) et le contourne en creusant une tranchée de 18 mètres de profondeur. Il en est de même pour Pont-Arnaud, quelques instants plus tard, (capacité max. de 710 m3/s) où une tranchée de 12 mètres est creusée. La prise d'eau potable de la ville de Chicoutimi est déracinée et la municipalité installera une pompe à proximité pour assurer le service.
Le barrage de Chute-Blanchette parvient à résister à la crue en ouvrant ses vannes au maximum (1 080 m3/s) qui laissèrent passer l'eau dans l'évacuateur près de la Pulperie. La masse d'eau emprunte l'évacuateur et la centrale d'Elkem et se retrouve, à sa sortie, aux abords du musée régional. La crue dépasse la capacité d'eau de l'évacuateur et se fraye un chemin au travers de deux des anciens moulins de la Pulperie. Les installations du théâtre d'été sont totalement submergées par le courant qui sort par les fenêtres de l'ancien moulin totalement ravagé. À ce moment, l'eau n'est qu'à moins d'un kilomètre de la rivière Saguenay.
Arrivé en plein centre-ville, dans le quartier du Bassin, la crue contourne violemment le dernier barrage (barrage Chicoutimi, 720 m3/s) et se déchaîne sur le quartier du Bassin. Totalement inondées dans une partie du quartier et déracinées aux abords du barrage, les résidences subirent de lourdes pertes dans ce secteur.
Toutefois, malgré les importantes pertes matérielles lors du débordement de la rivière Chicoutimi, il n'y eut aucune perte humaine dans ce secteur. Toutefois, environ 6000 riverains furent évacués lors de la crue de 1996 (4000 à Chicoutimi et 2000 à Laterrière). La rivière Chicoutimi fut le second cours d'eau le plus touché après la rivière à Mars de La Baie lors du déluge.

#### Les dégâts et la reconstruction[réf.souhaitée]
- Modification du tracé de la rivière.
- 10 maisons détruites à Laterrière
- 14 maisons détruites à Chicoutimi
- Des dommages à 263 résidences pour un total de 5 420 000 $
- Des dommages importants à Chute-Garneau
- La réparation des dommages à Pont-Arnaud coûtèrent 20 millions de dollars
- La réparation des dommages de la prise d'eau d'Alcan s'élevèrent à 6 millions de dollars et la réparation des lignes de chemin de fer de la compagnie coûtèrent 20 millions de dollars.
- Dommages importants à la Pulperie de Chicoutimi

## Occupation riveraine

### Extraction de l’eau

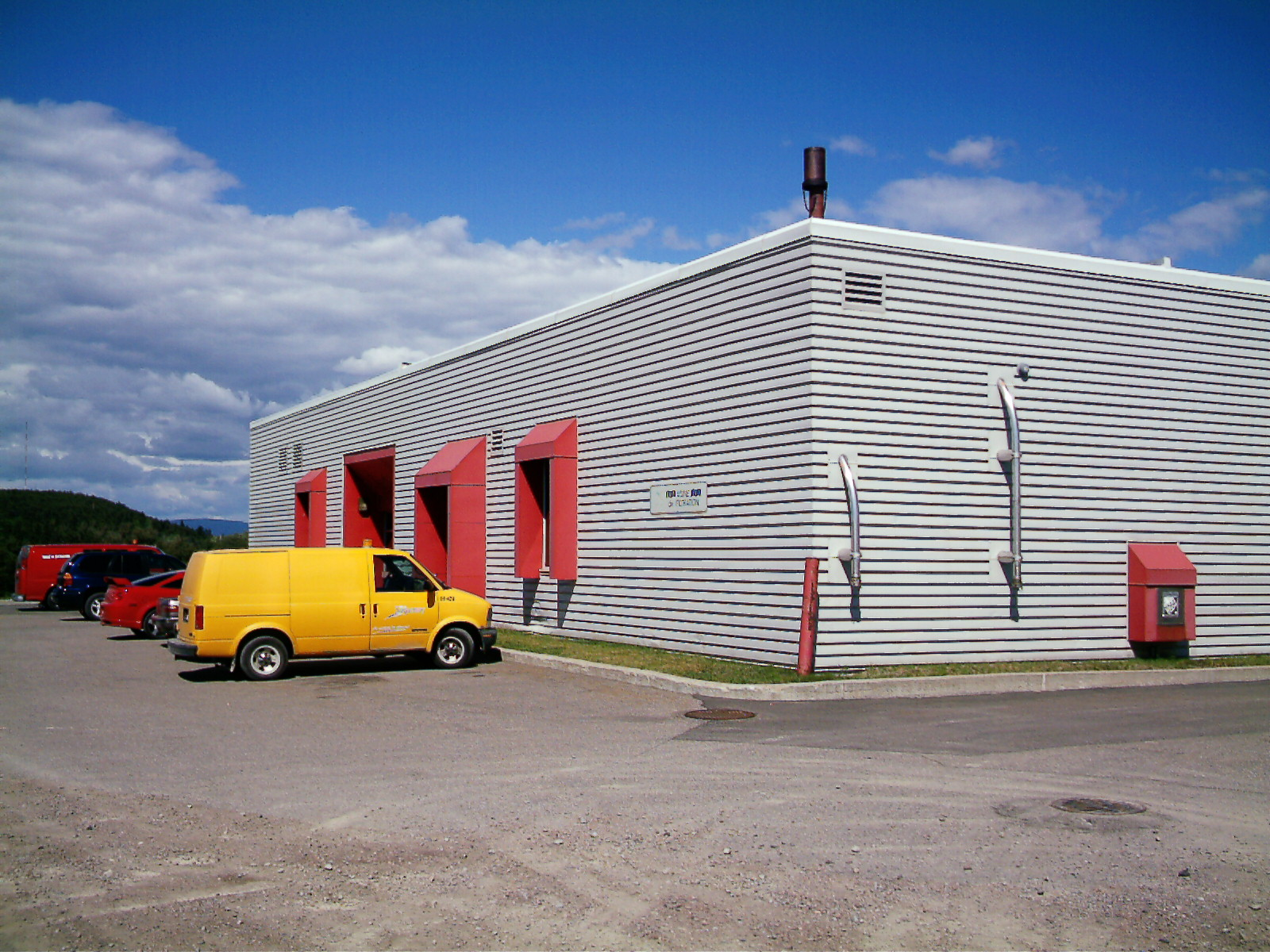
Usine de filtration de l'arrondissement de Chicoutimi

- Eau potable de l'arrondissement Chicoutimi
- Eau potable de l'arrondissement Jonquière
- Prise d’eau Alcan

### Transport

#### Les ponts
- Pont du Boulevard Saguenay
- Pont de la rue Price

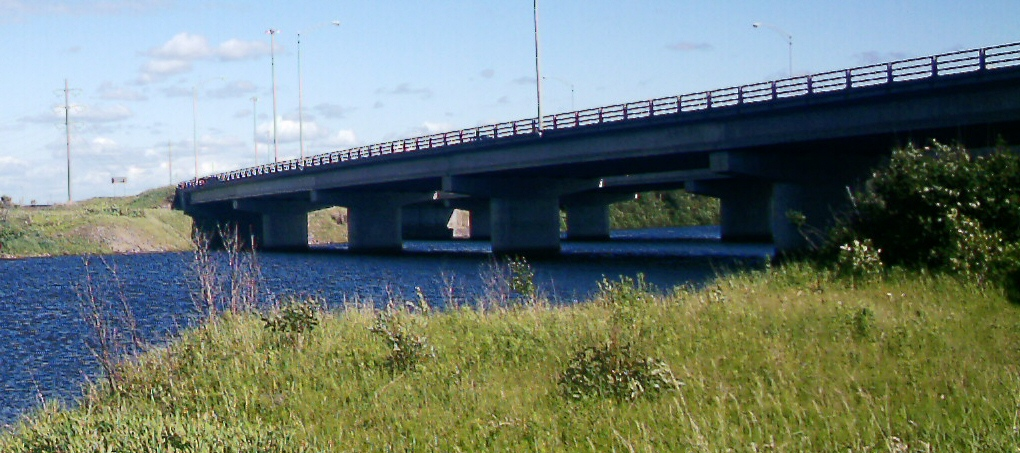
L'autoroute 70 passant au-dessus de la rivière Chicoutimi

- Pont en fer du Canadien National (aujourd'hui piste cyclable)
- Pont de la rue Dubuc
- Pont Ulric Blackburn (boulevard Barette)
- Chemin de fer Alcan
- Pont-Arnaud
- Pont de l'Autoroute 70
- Pont du Boulevard du Royaume Ouest
- Pont du Père-Honorat
- Portage-Des-Roches